# مسابقات ژیمناستیک هنری اروپا ۲۰۰۷
مسابقات ژیمناستیک هنری اروپا ۲۰۰۷ دومین دوره مسابقات انفرادی ژیمناستیک هنری در قاره اروپا است.
این مسابقات از ۲۶ تا ۲۹ آوریل ۲۰۰۷ در آمستردام، هلند در دو بخش مردان و زنان برگزار شده است.

## جدول مدال‌ها
| رتبه  | کشور     | طلا | نقره | برنز | مجموع |
| 1     | ایتالیا  | ۳   | ۰    | ۰    | ۳     |
| 2     | اوکراین  | ۱   | ۰    | ۳    | ۴     |
| 3     | روسیه    | ۱   | ۰    | ۱    | ۲     |
| 4     | رومانی   | ۰   | ۳    | ۱    | ۴     |
| 5     | آلمان    | ۰   | ۱    | ۰    | ۱     |
| 5     | بریتانیا | ۰   | ۱    | ۰    | ۱     |
| 7     | یونان    | ۰   | ۰    | ۱    | ۱     |
| مجموع | مجموع    | ۵   | ۵    | ۶    | ۱۶    |